# Delstern

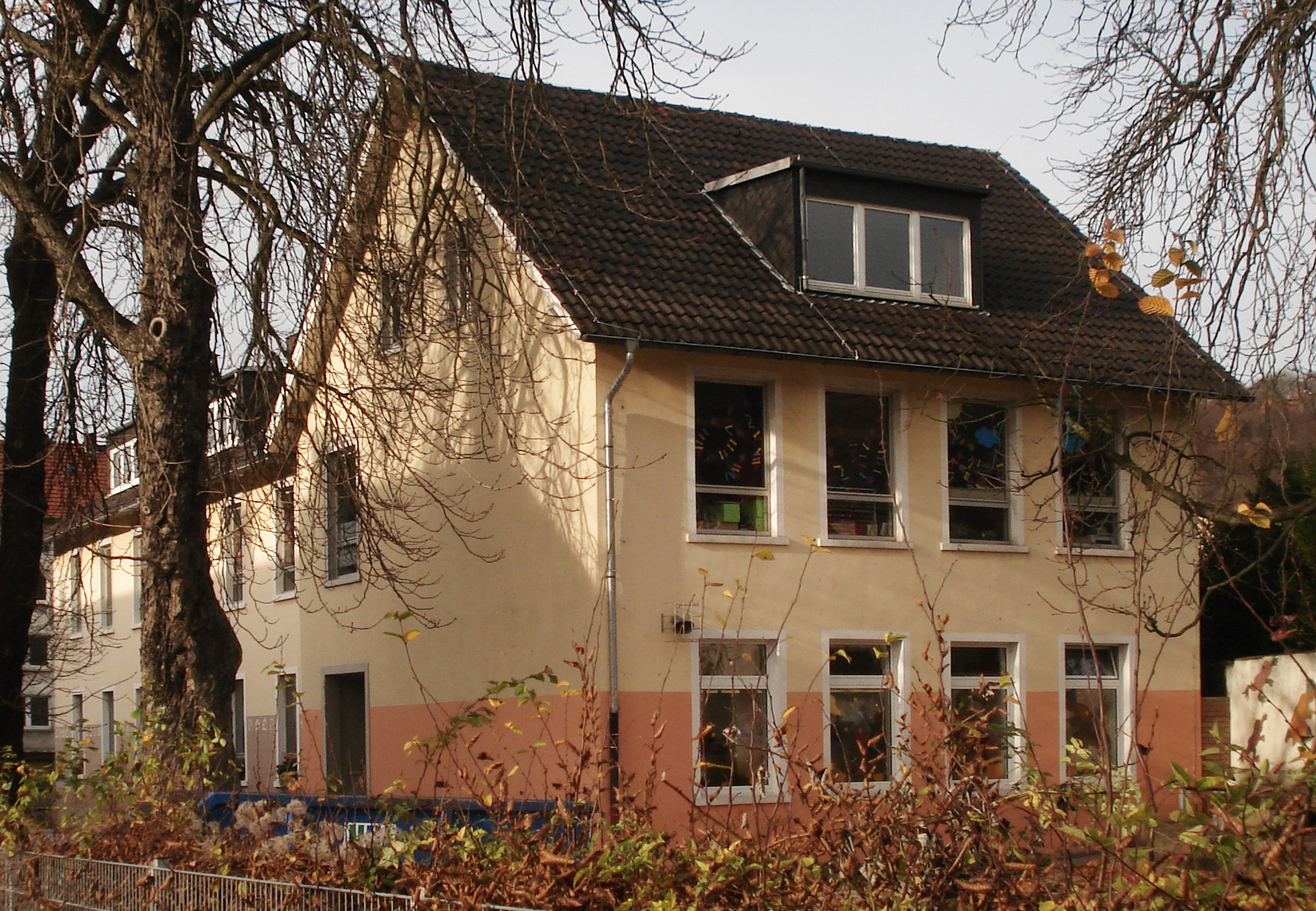
Astrid-Lindgren-Grundschule

Delstern ist ein Stadtteil im Stadtbezirk Eilpe/Dahl der kreisfreien Großstadt Hagen in Nordrhein-Westfalen.

## Geografie
Delstern liegt im Volmetal östlich vom Stadtteil Eilpe und nördlich vom Ortsteil Ambrock. Durch Delstern führt die Bundesstraße 54 und die Bahnstrecke Hagen–Dieringhausen. Auf den Höhen im Osten liegen die Wohnplätze Staplack und Waterhövel, zwischen denen die Bundesautobahn 45 vorbeiführt. Von hier aus führt ab der Anschlussstelle Hagen-Süd die Volmeabstieg-Straße hinunter nach Delstern. Geprägt wird der Ortsteil durch deren Volmetalbrücke. Umgeben ist Delstern im Südosten vom Landschaftsschutzgebiet Asmecker Bachtal und südwestlich vom Landschaftsschutzgebiet Eilper Berg/Langenberg.

## Geschichte
Archäologische Funde belegen eine Besiedlung durch Jäger und Ackerbauern in der Delsterner Gemarkung schon während der Altsteinzeit vor etwa 7.000 Jahren.
In Delstern auf der Flur „Kuhweide“ förderten archäologische Ausgrabungen von 1987 bis 1989 die Reste einer mittelalterlichen Handwerkersiedlung (Höinghausen) zutage. Neben Keramikscherben aus dem 9. bis 13. Jahrhundert entdeckte man auch Hinweise auf eine Produktion von Messerklingen.
Waterhövel bei Delstern wurde erstmals im zweiten Drittel des 12. Jahrhunderts als Waterhufile im Güterverzeichnis der Abtei Werden erwähnt. Der Ort Delstern erstmals im Jahre 1296, als der Edelherr Dietrich von Volmerstein den Gebrüdern Frydag einen Hof in Delsterhusen und die Fischereirechte in der Volme übertrug. Der Ortsname ist mit „bei den Häusern der Siedler am Tal“ zu umschreiben.
Delstern war ehemals eine eigene Bauerschaft und gehörte im Amt Wetter, Kirchspiel und Gericht Hagen zur Grafschaft Mark. Im Schatzbuch der Grafschaft Mark von 1486 werden in der Delsterhuser Burschop 19 steuerpflichtige Hofbesitzer mit einer Abgabe zwischen ein 1 oirt (¼ Gg) und 8 Goldgulden genannt. Darunter Steven to Delsterhusen mit der höchsten Abgabe von 8 Goldgulden. Handel und Handwerk hatten sich entwickelt, Hans Delsterhusen war bereits 1427 im flandrischen Brügge tätig. 1705 gab es in Delstern 17 Steuerpflichtige mit einer Abgabe an die Rentei Wetter von 1 Rtl. bis 42 Rtl., darunter Caßpar Hosinghaus, Ortsvorsteher von Delstern, mit der höchsten Abgabe.
Ende des 16. Jahrhunderts wurde mit der Erzgewinnung begonnen. Tonnis von Lahr (Anton von Laer in Herbeck) legte 1596 einen Schacht unter dem Roten Siepen unterhalb des Struckenbergs – heute etwa am Kreuzungspunkt von Volmeabstieg und Volmestraße – zur Gewinnung von Eisenerz an. Im Lehnsregister der Herren von der Recke-Volmerstein wurde 1615 Johan Düdinck zu Altenhagen mit der Fischerei auf der Volme und dem Berke Gut zu Delsterhausen belehnt geführt.
1693 errichtete Mathias Vorster (1659–1704) aus Broich die erste Papiermühle in Delstern („Oberste Mühle“). Nach seinem Tod übernahm Sohn Johannes die Mühle. In einer Beschreibung der Papiermühle heißt es: „Der Papier Meister Johannes Vörster zu Delster hat eine schöne Papier Mühle zu Delster, auf der Volme auf vollen Wasser liegen, so auch stark betrieben“. Im Verlauf des 18. Jahrhunderts entwickelte sich aus dieser ersten Produktionsstätte ein überregional bedeutendes Unternehmen. 1712 eröffneten Dietrich und Adolph Vorster an der „Stennert“ in Delstern sowie 1725 auch in Eilpe zwei weitere Papiermühlen. In der „Laake“ bei Delstern entstand 1785 schließlich eine vierte Papiermühle der Familie Vorster. Um 1750 zählten die Papiermühlen an der Volme nicht nur in Preußen zu den leistungsfähigsten ihrer Art, sondern konnten auch mit ausländischen Papierherstellern konkurrieren. Nach einer Zeit des Niedergangs kam es dann in der ersten Hälfte des 19. Jahrhunderts zu einer erneuten Blütezeit. In den 1810er Jahren war Vorster mit 52 Arbeitern sogar das zweitgrößte Unternehmen in Hagen. Nach der seit 1693 erfolgten Herstellung von Büttenpapier wurde ab 1843 auch Maschinenpapier hergestellt. Ab 1878 stellte die Papierfabrik Julius Vorster dann auch Spezialpapier für Banknoten her und ab 1897 folgte die Massenfertigung von Zeitungspapier. 1956 übernahm die Papierfabrik Kabel GmbH das traditionsreiche Unternehmen Vorster.
1745 betrieben Harkort und Rupe einen Stabeisenhammer (später Federnfabrik Kürschner), und Höfinghoff (1718–1795) und Schmidt gründeten 1809 ein Sensenwerk in der Lücköge. Die Gebrüder Refflinghaus errichteten 1816 einen Rohstahlhammer in der Oege (später Schoeneweiss & Co. in Ambrock). 1836 produzierte das Sensenwerk C. H. Höfinghoff in Eilpe und Delstern mit 54 Arbeitern an 15 Öfen 20.000 Sensen. Ludwig Goebel betrieb von 1868 bis 1900 in Delstern eine Lohmühle. Von 1873 bis 1913 gab es die Sägen- und Werkzeugfabrik Ludwig Köhler. 1878 die Gießerei F. W. Killing. 1893 gründete Wilhelm Wippermann senior eine Kettenfabrik in Delstern. Bis heute ist sie die Firma mit der größten Produktionsstätte im Ortsteil. Die Firma Langenohl baute ab 1880 Dolomit und Kalkstein ab. 1897 gab es die Armaturen- und Maschinenfabrik Friedrich Schmidt, ab 1900 die Gießerei August Biesterfeld jun. und ab 1909 die Gesenkschmiede Fritz W. Höfinghoff.
Nach Auflösung der Grafschaft Mark in der Franzosenzeit gehörte ab 1809 Delstern als eigenständige Gemeinde zur Munizipalität, Kanton und Arrondissement Hagen. Ab 1817 zum Amt Hagen im Kreis Hagen. Ab 1852 zum Amt Boele-Hagen im Kreis Hagen. Am 1. April 1901 wurde Delstern zusammen mit Eckesey und Eppenhausen in die Stadt Hagen eingemeindet.

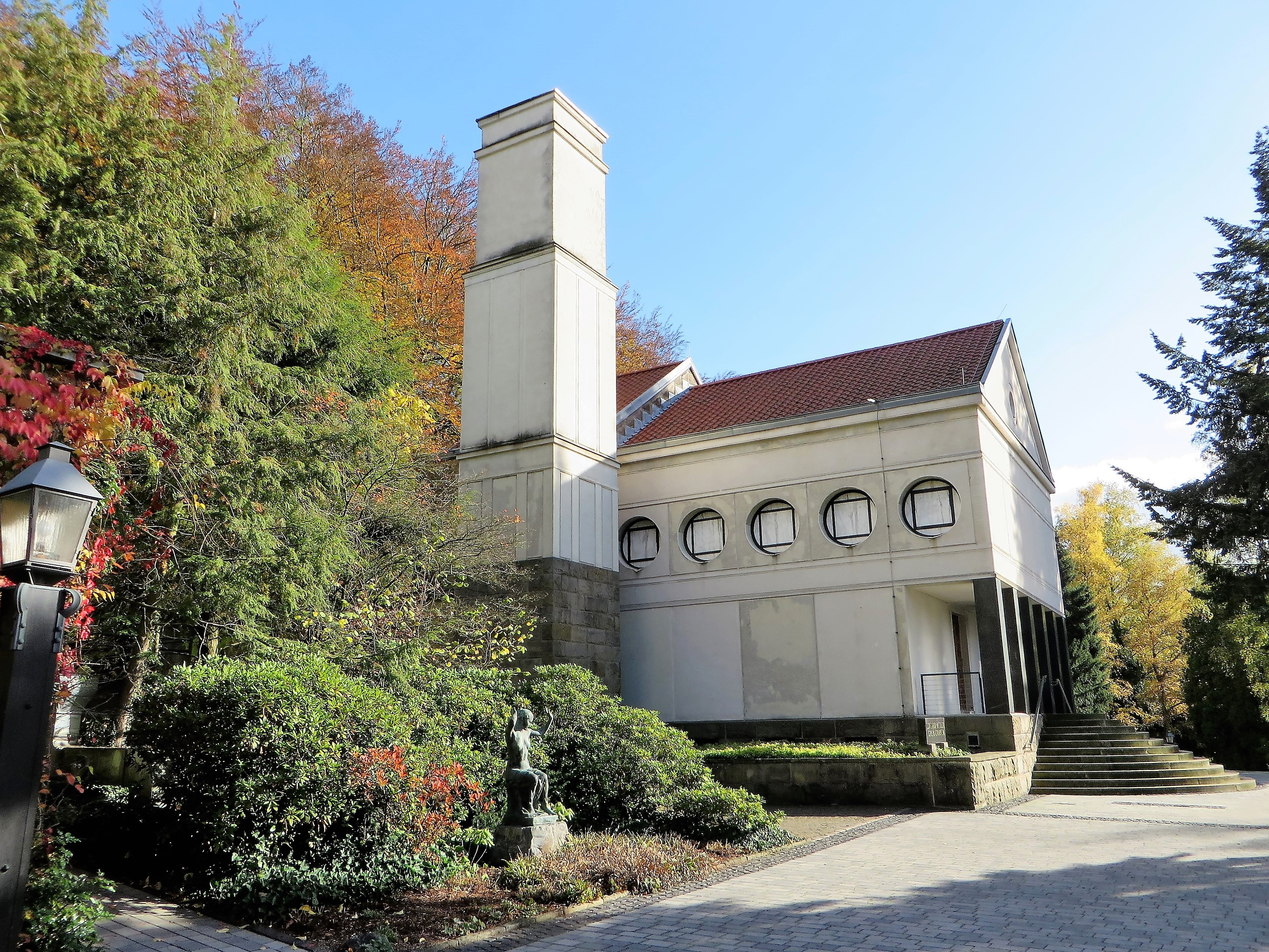
Eduard-Müller-Krematorium

Der 1883 gegründete Delsterner Turnverein feierte 2008 sein 125-jähriges Bestehen. Er gehört heute zur Handballspielgemeinschaft ECD-Hagen.
Nach dem Bau der Volmetalbahn bekam Delstern an der Bahnstrecke ab 1874 einen eigenen Bahnhof, bis zur Aufhebung der Station im Jahr 1979.
Eine Straßenbahnlinie der Hagener Straßenbahn bestand von August 1901 bis zu ihrer Einstellung im Mai 1974 (damalige Endhaltestelle Oberdelstern).
Am 31. Dezember 2018 hatte der Wohnbezirk Delstern (südlich bis Volmebrücke Ambrock) in 247 Wohnhäusern mit 716 Haushaltungen 1456 Einwohner.

## Gebäude
Sehenswert sind die Villa Vorster und das denkmalgeschützte Eduard-Müller-Krematorium auf dem Friedhof Delstern „Am Berghang“. Weitere Baudenkmäler sind das Kontorgebäude und zwei Villen der Firma Wippermann, die Villa „Zur Hofwiese“, die Villa „Lücköge“ und das Gut Kuhweide.